# Kurt Weber
Kurt Weber (ur. 24 maja 1928 w Cieszynie, zm. 4 czerwca 2015 w Moguncji) – polski i niemiecki operator filmowy i reżyser.

## Życiorys
Urodził się w Cieszynie w rodzinie żydowskiej, jako syn Edwarda Webera (1897–1961) (ostatniego przewodniczącego gminy żydowskiej w tym mieście). Po wybuchu wojny w 1939 r. Kurt Weber uciekł z rodzicami do zajętego przez Związek Radziecki Lwowa, skąd w 1941 r. po ataku niemieckim na ZSRR uciekli dalej, do radzieckiej Azji Środkowej. Podczas II wojny światowej przebywał wraz z rodziną w Związku Socjalistycznych Republik Radzieckich, gdzie ukończył kurs kinooperatora w ówczesnym Leninabadzie. Po zakończeniu wojny wrócił w 1946 roku do Polski, skąd wkrótce wyemigrował do Niemiec Zachodnich. Jednak po zaledwie roku ponownie przyjechał do Polski, by uczęszczać do Wyższej Szkoły Filmowej w Łodzi, którą ukończył w 1953 roku. W 1958 r. debiutował jako operator zdjęciami do filmu Baza ludzi umarłych. Zrealizował jako operator kilkadziesiąt filmów, prowadził wykłady i był dziekanem Wydziału Operatorskiego do 1969 roku. W 1969 roku wyemigrował ponownie do Republiki Federalnej Niemiec po antyżydowskiej nagonce, będącej następstwem wydarzeń marcowych. W Niemczech jako operator kontynuował działalność filmową, był również nauczycielem akademickim. W 1979 roku został profesorem Uniwersytetu Johannesa Gutenberga w Moguncji. Uchodził za jednego z wybitniejszych polskich operatorów filmowych. Był wielojęzyczny.
W 2014 r. ukazała się autobiografia pod tytułem Dokumenty podróży, Wydawnictwo Novae Res.

## Filmografia
- 1958: Baza ludzi umarłych
- 1959: Kamienne niebo
- 1960: Spotkania w mroku
- 1961: Zaduszki
- 1961: Ludzie z pociągu
- 1962: Jutro premiera
- 1963: Wiano
- 1965: Błękitny pokój
- 1965: Salto
- 1966: Sublokator
- 1966: Piekło i niebo
- 1967: Morderca zostawia ślad
- 1969: Urząd
- 1969: Sąsiedzi

| Rok  | Tytuł                                         | Reżyser          |
| ---- | --------------------------------------------- | ---------------- |
| 1970 | Industrielandschaft mit Einzelhändlern        | Egon Monk        |
| 1971 | Oliver                                        | Ludwig Cremer    |
| 1972 | Einmal im Leben – Geschichte eines Eigenheims | Dieter Wedel     |
| 1973 | Bauern, Bonzen und Bomben                     | Egon Monk        |
| 1974 | Schneeglöckchen blühen im September           | Christian Ziewer |
| 1975 | Hauptlehrer Hofer                             | Peter Lilienthal |
| 1975 | Die Gewehre der Frau Carrar                   | Egon Monk        |
| 1976 | Alle Jahre wieder: Die Familie Semmeling      | Dieter Wedel     |
| 1977 | Winterspelt 1944                              | Eberhard Fechner |
| 1978 | Mittags auf dem Roten Platz                   | Dieter Wedel     |
| 1979 | Grüß Gott, ich komm von drüben                | Tom Toelle       |
| 1981 | Der Mond ist nur a nackerte Kugel             | Jörg Graser      |
| 1985 | Schwarz Rot Gold                              | Dieter Wedel     |
| 1998 | Der König von St. Pauli                       | Dieter Wedel     |